# Leo Brodík
Leo Brodík (15. června 1935 – 30. listopadu 1982), uváděný i jako Leo Brodik, byl slovenský fotbalový útočník. Je pohřben v Košicích.

## Hráčská kariéra
V československé lize nastoupil za Lokomotívu Košice ve 3 zápasech, aniž by skóroval.

### Prvoligová bilance
| Ročník                               | Zápasy | Góly | Minuty | Klub              |
| ------------------------------------ | ------ | ---- | ------ | ----------------- |
| Přebor československé republiky 1953 | 3      | 0    | –      | Lokomotíva Košice |
| CELKEM                               | 3      | 0    | –      |                   |